# 1942 في السعودية
تحتوي هذه المقالة على أهم الأحداث التي شهدتها السعودية في 1942، إضافة إلى أهم الشخصيات السعودية التي وُلدت أو تُوفيت في هذه السنة.

## السياسة

### الحكم
الملك: عبد العزيز بن عبد الرحمن آل سعود

## أحداث
- إعلان أول ميزانية موحدة للمملكة.[1]
- تأسيس مجموعة التميمي.

### أبريل
- 3: مطبعة الحكومة تصدر كتاب "مسافات الطرق في المملكة العربية السعودية" في 83 صحيفة من القطع الصغيرة ويحتوي على عموم المسافات الواقعة بين بلدان المملكة العربية السعودية.[2]
- 3: وزير المالية السعودي يصدر قرار بمنع التعامل بالذهب في البيع والشراء والايجار والاستئجار وفي كل المعاملات، يجب أن يكون الريال العربي هو الأساس في كل المعاملات، منع تصدير الذهب غلى خارج المملكة منعًا باتًا، الحكومة سوف تطبق هذه القرار دون أدنى هوادة.[2]

- 20: عقد معاهدة صداقة وتجارة بين الكويت والسعودية، والتي تم التوقيع عليها لاحقاً في سنة 1943م.[3]

### يونيو
- 5: إنشاء مستشفى كبير في الرياض و اطلاق اسم "مستشفى الملك عبدالعزيز" عليه ويضم مباني و شعب طبية و غرف جراحة و العمليات بمختلف أنواعها.[4]
- 12: مديرية الصحة العامة تعلن عن افتتاحها لمدرسة في مستشفى أجياد - مكة المكرمة- لتعليم و تمرين اثنى عشر تلميذا في مختلف الأعمال الصحية لمدة سنة كاملة براتب 40 ريال لكل منهم في الشهر على أن يكون الطالب حائزًا على الشهادة الابتدائية ومن يجتاز الاختبار النهائي يتم تعيينه مأمورًا صحيًا براتب 80 ريالًا في الشهر.[5]
- 19: إنشاء سد على وادي ابراهيم في مكة المكرمة وقد قام الأمير عبدالله الفيصل بوضع الحجر الأساسي.[6]
- 26: إقامة عرض كبير و تمرينات عسكرية لقوات الجيش العربي المرابطة في عاصمة نجد بحضور الملك عبدالعزيز بن عبدالرحمن آل سعود وولي العهد.[7]
- 26: حكومة المملكة العربية السعودية تنفي ما أشيع في إحدى الإذاعات عن أن الحكومه السعودية قد منحت الحكومة البريطانية مطارًا شمال جدة وبالقرب من الرياض وأنها أخبار لا صحة لها البتة، كما نشرت نفس تلك الإذاعة أن موظفين امريكيين عادوا إلى جدة بعد أن أصلحوا مركزًا لا سلكيًا في "معاوية" لمحاولة التدخل في شئون البلاد العربية السعودية وأن حكومة السعودية تعلن أن هذا الخبر لا صحة له اطلاقًا.[7]

### يوليو
- 3: صدر الأمر السامي بالموافق على نظام العمل برقم 5323 وقد ورد بالمادة الأولى أن المشروع الصناعي يتناول كل من مناجم المعادن و التنقيب عن الآثار القديمة و أماكن استخراج المعادن و المعامل التي تقوم بصنع المواد ويشمل ذلك بناء السفن وتوليد القوة الكهربائية بالإضافة إلى الأعمال الخاصة بالمنشآت الفنية و نقل الركاب أو البضائع بالطرق البرية والجوية والبحرية أو السكك الحديدية. بينما لا يتناول المشروع الصناعي ما يلي: الأعمال الطفيفة والأعمال الزراعية والمشاريع التي يستخدم فيها أعضاء أسرة صاحب المشروع والمراهق.[8]
- 24: الملك عبدالعزيز بن عبدالرحمن آل سعود يأمر بإنشاء مستشفى في مدينة بريدة يضم فروع الجراحة والأمراض الباطنية و العينية بالإضافة إلى مراكز صحية في ضبا وأملج وينبع النخل والظفير والعلا والسدير.[9]

### أغسطس
- 7: مدرسة الأمراء في مدينة الرياض تقيم احتفال بمناسبة ختم سمو الأمير بدر بن عبدالعزيز القرآن الكريم. [10]
- 27: صدور أمر سامي لأمين العاصمة بتشكيل إدارة بلدية للرياض و تعيين محمود بن صالح قطان رئيسًا لها والأعضاء مصطفى أصغر وشفيق حريري.[11]

### سبتمبر
- 4: وكالة الدفاع تقيم احتفال تخريج ضباط من المدرسة العسكرية و بحضور الأمير فيصل بن عبدالعزيز آل سعود.[12]
- 18: أعيان مدينة شقرا يتبرعون بمبالغ مالية لشراء دار التي تستأجرها مدرسة شقرا الأميرية بمبلغ ألفي ريال فرانسة وتم ايقاف المدرسة وقفًا مؤبدًا.[13]
- 25: موافقة حكومة المملكة العربية السعودية على افتتاح طريق بري للحج بين سوريا ومكة حيث انتدبت هيئة لتجتمع بالهيئة المنتدبة من الحكومة السورية والممثل من حكومة شرق الأردن لدراسة الموضوع وستكون مدينة معان هي موضع الاجتماع.[14]

### أكتوبر
- 30: مديرية الصحة العامة تعتمد رسميًا وظيفة قابلة فنية في صحة الطائف بعد صدور أمر سامي.[15]
- 30: مديرية المعارف العامة تعلن عن احتياجها لمدير مدرسة و مدرسين بعد افتتاح مدرسة جديدة في نجران، بالإضافة إلى حاجتها إلى مدرسين في ينبع و الليث و الطائف والمدينة برواتب تتراوح ما بين 363 إلى 880 قرشًا سعوديًا.[15]

### نوفمبر
- 6: إقامة صلاة الاستغاثة في عموم بلدان المملكة العربية السعودية بالنظر لعدم نزول الأمطار في بعض أنحاء البادية منذ مدة.[16]
- 6: الإعلان عن دمج مدرسة النجاح بالمدينة المنورة مع المدارس الأميرية بعد أن كانت اهلية تقوم على تبرعات المحسنين وبعد الدمج ستصبح كسائر المدارس الأميرية تحصل على مخصصاتها الشهرية من خزينة الحكومة. [16]

## مواليد
- هذلول بن عبد العزيز آل سعود، رئيس نادي الهلال السعودي سابقاً.
- عبد المجيد بن عبد العزيز آل سعود، أمير منطقة مكة المكرمة سابقاً.
- مشهور بن عبد العزيز آل سعود، أحد أبناء الملك عبد العزيز آل سعود.
- عبد العزيز خوجة، وزير الثقافة والإعلام سابقاً.
- محمد بن عبد الله اللويمي، فقيه جعفري وقاضي.

### سبتمبر
- 5: أحمد بن عبد العزيز آل سعود، شغل منصب وزير الداخلية.
- 9: سعيد بصيري، ممثل ومونولوجست.